# Хенералифе
Хенералифе (шп.: El Generalife, арапски: Џанат ел Ариф, што значи „Башта архитекте“) је био летњи дворац маварских султана Ал-Андалуза из династије Насрида. Дворац и баште су изграђени током владавине султана Мухамеда III (1302—1309), а убрзо и поново украшавана током владавине Абу I - Валид Исмаила (1313—1324).
Комплекс се састоји од Дворца водене баште (шп. Patio de la Acequia) и Баште Султане (шп. Jardín de la Sultana). У Дворцу водене баште се налази дугачак базен који је окружен цвећњацима, фонтанама, колонадама и павиљонима, а Башта Султане је најочуванији пример средњовековне баште Ал-Андалуског стила. Хенералифе је првобитно био повезан са Алхамбром покривеном стазом која је пролазила преко кланца који их данас раздваја. Хенералифе је једна од најстаријих очуваних маварских башта.
Башта је обнављана у периоду од 1931. до 1951. године. Стазе су поплочане мозаиком облутака у традиционалном гранадском стилу. Бели облутци су са реке Даро, а црни са реке Хенил.
Као један од најзначајнијих шпанских средњовековних културних споменика Хенералифе је 1984. године увршћена на УНЕСКО-ву листу светске баштине у склопу заштићене целине Алхамбра, Хенералифе и Албајзин, Гранада.